# Luis Suárez de Lezo Mantilla
Luis Suárez de Lezo Mantilla (1951) es un  abogado y empresario español que fue director general de Repsol del de febrero de 2005 al 31 de diciembre de 2019 y consejero externo de la entidad a partir de enero de 2020.
Suárez de Lezo es licenciado en Derecho por la Universidad Complutense de Madrid y abogado del Estado en excedencia, es presidente de la Fundación Repsol desde 2013 y fue consejero de Gas Natural desde 2010 a 2018.

## Controversias
Luis Suárez de Lezo fue noticia en 2020 por la indemnización recibida al cese de su cargo como director general de Repsol. El importe de su indemnización superaba ampliamente las recomendaciones de la CNMV sobre indemnizaciones.
En mayo de 2021, Suárez de Lezo declara como imputado en el Caso Tandem que investigaba la contratación de Villarejo por parte de Repsol para labores de inteligencia para investigar a Luis del Rivero, presidente de Sacyr Vallehermoso, el mayor accionista de la compañía que dirigía. En junio de 2022, el juez que instruye la pieza de este mismo caso acuerda el sobreseimiento provisional y archivo de Suárez de Lezo.